# Zlatar
Zlatar è una città della Croazia, nella regione di Krapina e dello Zagorje.